# کالتنزوندهایم
کالتنزوندهایم (به آلمانی: Kaltensundheim) یک شهر در آلمان است که در اشمالکالدن-ماینینگن واقع شده‌است. کالتنزوندهایم ۸۶۶ نفر جمعیت دارد.